# Первая леди (телесериал, 2010)
«Первая леди» (исп. Primera dama) — чилийская теленовелла 2010 года с Селин Реймонд, Марио Хортоном и Хулио Милостичем в главных ролях. Он транслировался на телеканале Canal 13 с 30 августа по 9 марта 2011 года.

## Сюжет
Сабина Астудильо — обычная, молодая, но амбициозная женщина, которая готова на все, чтобы соблазнить кандидата в президенты Леонардо Сантандера стать Первой леди Чили.

## В ролях
- Селин Реймонд — Сабина Астудильо
- Марио Хортон — Мариано Самора
- Хулио Милостич — Леонардо Сантандер
- Каталина Герра — Бруна Сан Хуан
- Каролина Арреги — Эстрелла Сото
- Пабло Макайя — Федерико Астудильо
- Эдуардо Паксеко — Каэтано Белло
- Лусиана Эчеверрия — Кристина Сантандер
- Пабло Шварц — Доминго Фернандес
- Сезар Сепульведа — Анибал Уррутиа
- Лорена Бош — Сандра Берр
- Диего Руис — Диего Сантандер
- Хавьера Диас де Вальдес — Лусиана Куадра
- Даниэла Лоренте — Паула Мендес
- Ренато Мюнстер — Хосе Астудильо «Эль Диабло»
- Габриэла Эрнандес — Мирза Перес
- Карлос Диас — Хуан Пабло Бустаманте
- Эльвира Кристи — Рафаэла Фонсека
- Николас Поблете — Анхель Астудильо
- Тереза Мюнхмайер — Гортензия Меза
- Тересита Рейес — Энграсия Санчес
- Натали Дуёвне — Эмма Астудильо
- Мария де лос Анхелес Гарсия — Нэнси Рамирес
- Люси Коминетти — Хуанита Рамирес
- Сильвана Салгейро — Корина Лопес
- Кристиан Кампос — Марко Крус
- Глория Ласо — Елена Круз
- Алекс Зиссис — Энрике Сальгадо
- Алехандро Трехо — Факундо Мадрид
- Эмилия Ногера — Рената Крус

## Версии
- Первая леди — колумбийская теленовелла производства Caracol Televisión с Кариной Крус и Кристианом Мейером в главных ролях.